# Soucieu-en-Jarrest
Soucieu-en-Jarrest település Franciaországban, Rhône megyében. Lakosainak száma 4652 fő (2022. január 1.). Soucieu-en-Jarrest Brignais, Brindas, Chaponost, Chaussan, Messimy, Orliénas, Rontalon, Saint-Laurent-d'Agny és Thurins községekkel határos.

## Népesség
A település népessége az elmúlt években az alábbi módon változott:
| Lakosok száma | 4198 | 4431 | 4556 | 4515 | 4557 | 4590 | 4613 | 4645 | 4652 |
|               | 2013 | 2015 | 2016 | 2017 | 2018 | 2019 | 2020 | 2021 | 2022 |